# Jan Gaca

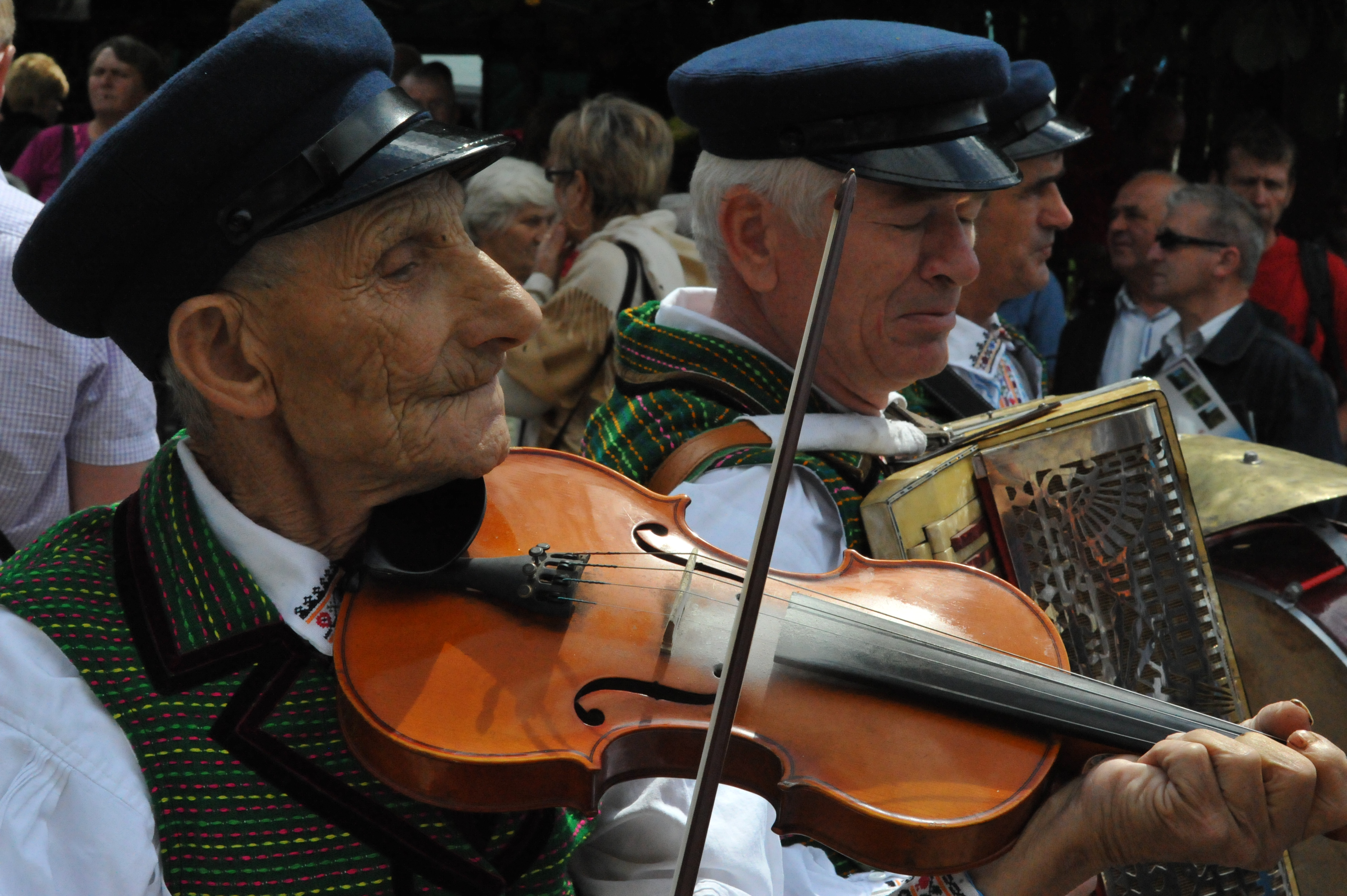
Jan Gaca

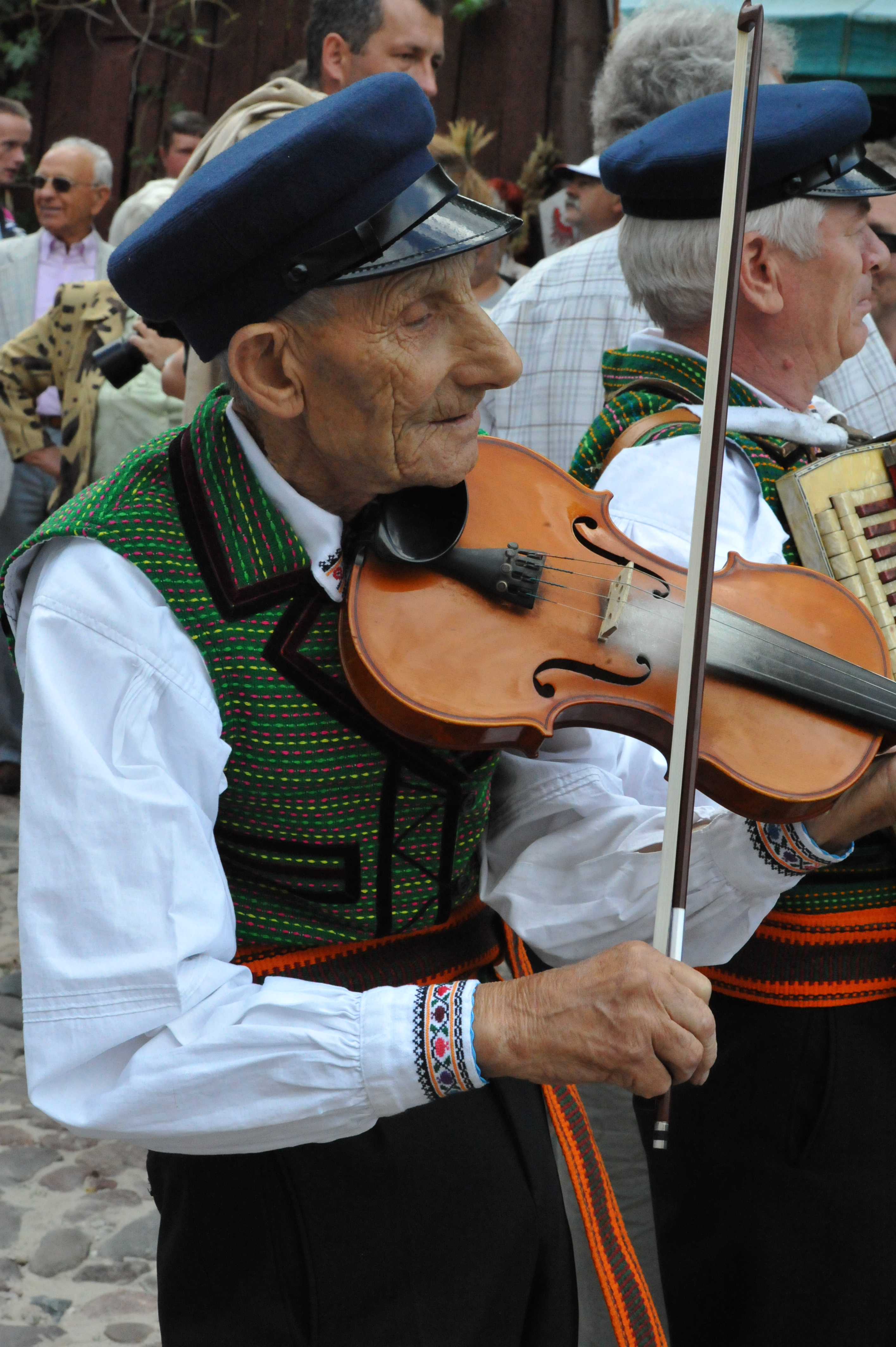
Jan Gaca

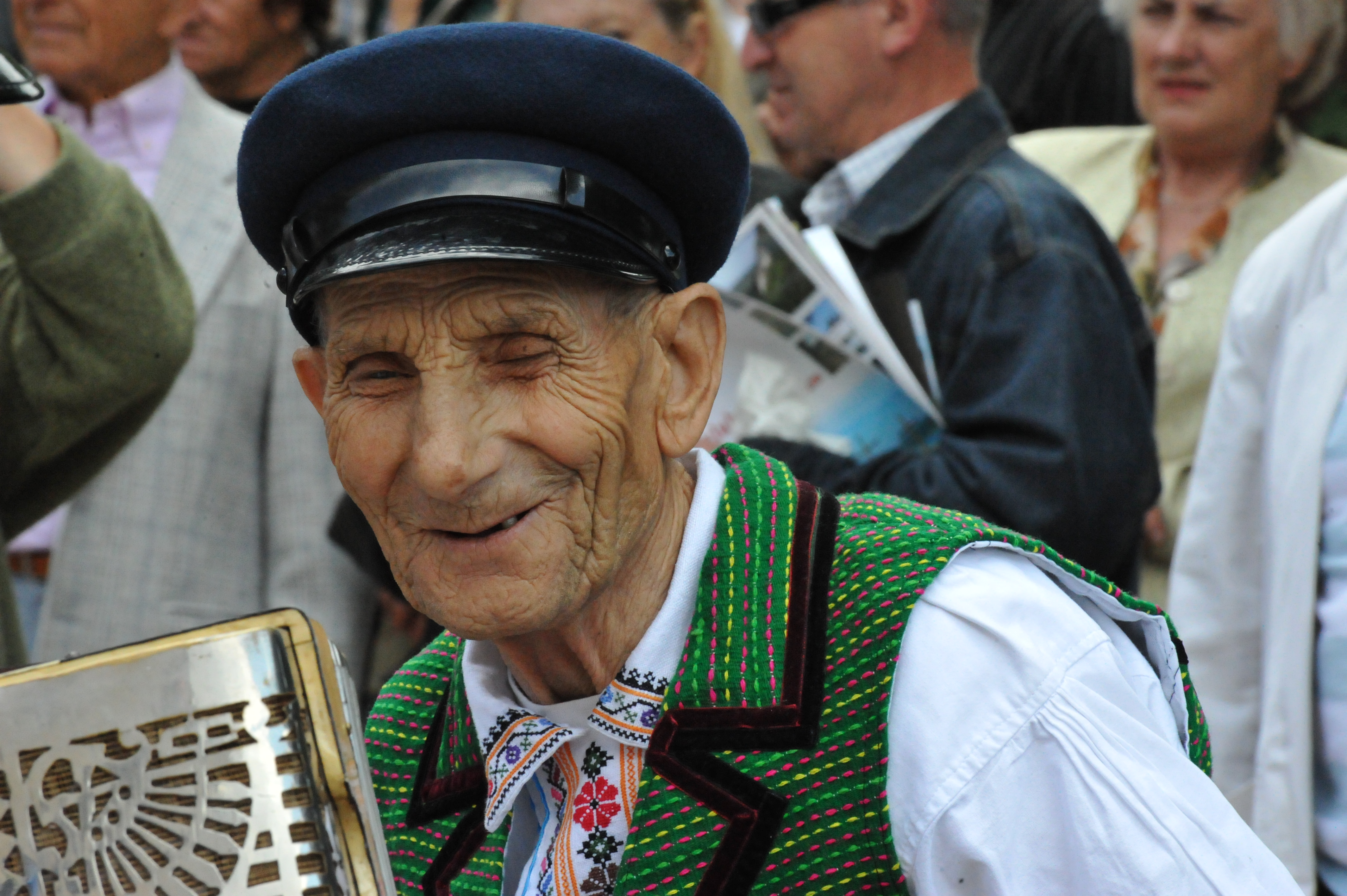
Jan Gaca

Jan Gaca (ur. 1933 w Przystałowicach Małych, zm. 23 sierpnia 2013) – muzykant, skrzypek ludowy z regionu Radomszczyzny, okolic Przysuchy.

## Życiorys
Uczył się u swoich braci Piotra (skrzypka) i Władysława (harmonisty) oraz okolicznych muzykantów. Grał od 16. roku życia na zabawach i weselach w okolicach Potworowa, Sadów i Nieznamierowic jako bębnista. Od lat 90., kiedy zrezygnował z funkcji kościelnego w parafii w Sadach, powrócił do skrzypiec. Stał się muzykantem bardzo znanym z grania na wielu weselach, uroczystościach rodzinnych i imprezach plenerowych okolicy Przysuchy i całej ziemi radomskiej. Sam nie pamiętał na ilu weselach grał, ale w przybliżeniu podał liczbę ponad 1000. Znał bardzo dużą liczbę melodii mazurków, oberków, polek i melodii weselnych, podawał, że „ma ich tyle, jak tych liści na drzewie”.
Wykształcił wielu młodych kontynuatorów, muzykantów grających na skrzypcach, basach, bębenku, którzy podtrzymują istnienie dawnych melodii ludowych, grając je w wielu miejscach Polski, a także za granicą. Spośród jego uczniów wyróżnić można Macieja Żurka i Marka Ruczko z Olsztyna oraz Ewę Grochowską z Lublina. Wielokrotnie zapraszany do grania na potańcówkach i koncertach przez Stowarzyszenie „Dom Tańca” z Warszawy czy Stowarzyszenie „Tratwa” z Olsztyna.
Uczestnik przeglądów i festiwali muzyki ludowej. Wielokrotny laureat Festiwalu Kapel i Śpiewaków Ludowych w Kazimierzu Dolnym. Laureat Nagrody im. Oskara Kolberga. Współpracował z zespołem śpiewaczym „Zakukała kukułecka” z Gałek Rusinowskich, grywał z harmonistą Marianem Pełką z Kłudna i kuzynem Stefanem Gacą – bębnistą.
Jan Gaca w 2013 roku został laureatem Dorocznej Nagrody Ministra MKiDN za całokształt twórczości.

## Filmografia
- Dyngus – film dok. w reż. Dariusza Gajewskiego (prod. Angel House dla TVP 2000)
- Biała Wstążka – film fab. w reż. Michaela Haneke
- Uniwersytet Jana Gacy film dok. w reż. Jagny Knittel[3].

## Dyskografia
- 2 Tabor Domu Tańca – Chlewiska 2003 – składanka (edycja limitowana, wyd. In crudo Warszawski Dom Tańca)